# Giampaolo Pozzo
Giampaolo Pozzo (Údine, Friuli-Venecia Julia, 21 de mayo de 1941) es un empresario italiano, dueño del equipo de fútbol italiano Udinese Calcio y  Watford Football Club. 
Es el presidente de la Serie A que más tiempo lleva en el cargo de un club (desde julio de 1986), seguido de Silvio Berlusconi (por cuatro meses, si se excluye el tiempo de pausa por conflicto de intereses).
Giampaolo Pozzo compró el Udinese Calcio en julio de 1986. El equipo, estuvo involucrado en un escándalo de apuestas, fue enviado de regreso a la liga B, y más tarde, fue penalizado con nueve puntos en la Liga A del campeonato en 1986-87. Para salvar el equipo, Pozzo compró buenos jugadores: Francesco Graziani, Fulvio Collovati, Bertoni. Udinese terminó en el último lugar, y volvió a la Serie B, sin la penalización de nueve puntos se habría salvado.
Después de los problemas de la temporada 1987-88, en el verano de 1988 Pozzo contrató a Sonetti como entrenador del equipo con De Vitis, Minaudo, Angelo Orlando, Lucci, Antonio Paganin, Garella, Zennoni, Catalan y Branca. El Udinese ascendió a la Serie A.
En 1990, una llamada telefónica entre Pozzo y el presidente de la SS Lazio justo antes de un partido se alegó como prueba de negocios ilícitos. Pozzo se defendió, pero se le prohibió ocupar cargos en las sociedades deportivas. Desde entonces renunció a ser el presidente del Udinese Calcio que todavía posee.
A partir de la temporada 1993-94, su hijo Gino Pozzo empieza a colaborar activamente en el club, organizando la red de scouting para la búsqueda de jóvenes talentos.
Desde 1994-95, el último año en la Serie B, el Udinese se convirtió en una especie de milagro en el fútbol italiano: el equipo se clasificó octavo para la Copa de la UEFA, una Copa Intertoto y obtuvieron el tercer lugar en la temporada 1997-98 (con el entrenador Alberto Zaccheroni) y el cuarto lugar en la temporada 2004-05 con Luciano Spalletti. Por lo tanto, llegó a la Liga de Campeones, donde superó al Sporting de Lisboa. 
Pozzo ha descubierto en todo el mundo a jóvenes talentos a precios muy reducidos, que pronto se convirtieron en jugadores consolidados: Roberto Sensini, Oliver Bierhoff, Marcio Amoroso, Vincenzo Iaquinta, David Pizarro, Martin Jørgensen, sin dejar a un lado a Sulley Muntari, Stephen Appiah, Fabio Quagliarella, Antonimia Di Natale, Antonio Candreva, Felipe Dias da Silva Dalbelo, Christian Zapata, Juan Guillermo Cuadrado, Mauricio Isla, Kwadwo Asamoah, Luis Fernando Muriel, Gökhan Inler y Alexis Sánchez; estos jugadores procedentes de diversos equipos hicieron del Udinese un modelo para el fútbol italiano.
En la temporada 2007-08 Pozzo fue elegido el mejor presidente de la Serie A. En la temporada 2010-11, con Guidolin como técnico el Udinese consiguió clasificarse para la previa de la Liga de Campeones.
Después del Pallacanestro Amatori Udine, más conocido como Snaidero Udine fue relegado a una división inferior, Pozzo ayudó a su amigo Edy Snaidero, accionista mayoritario de la sociedad de baloncesto. Pozzo y algunos otros empresarios de Friuli consiguieron dinero para que Snaidero consiguiera que el club regresara a la Lega Basket Serie A.

## Relaciones con el Granada CF

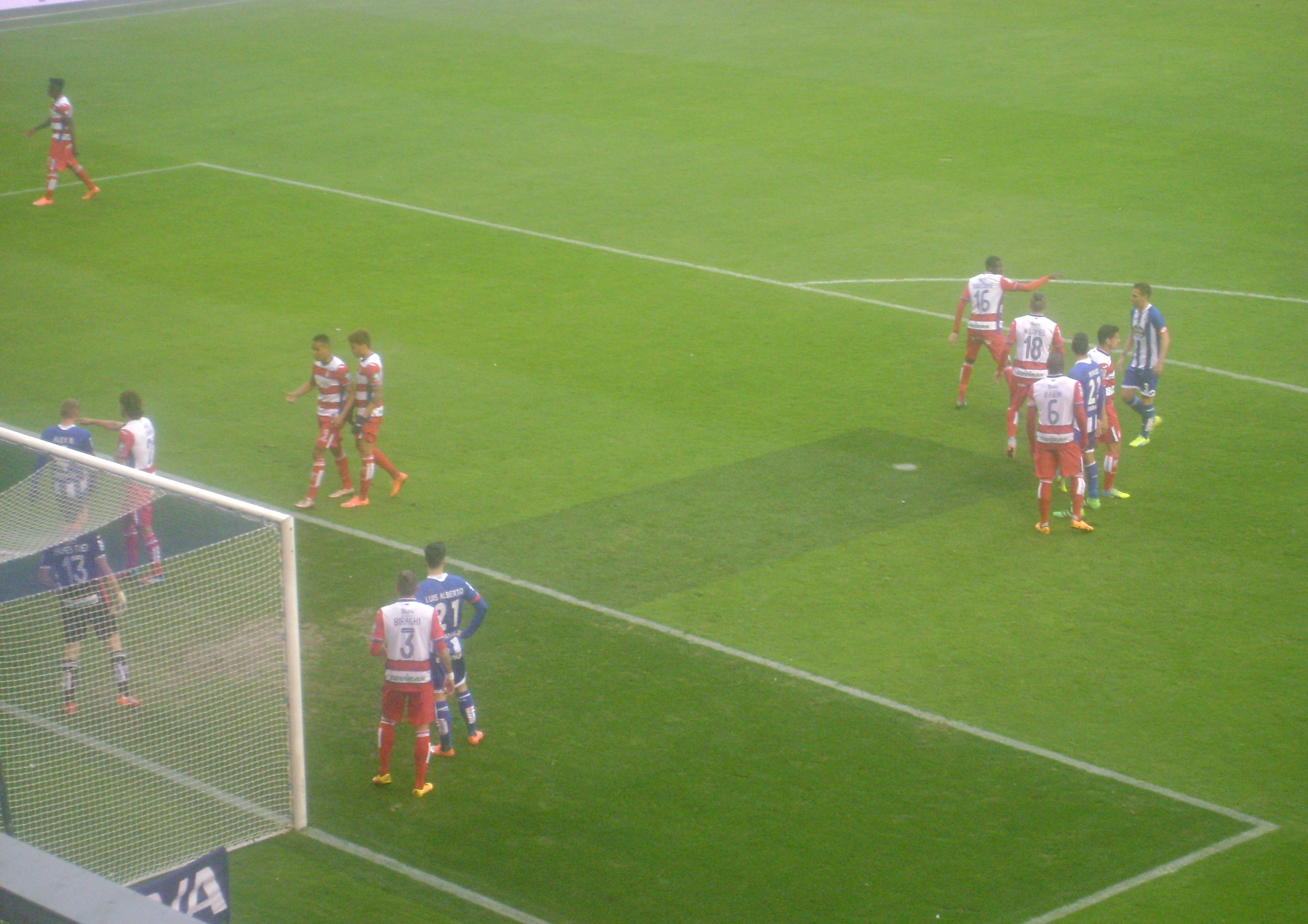
Encuentro disputado entre el Deportivo de La Coruña y el Granada CF.

Giampaolo Pozzo compró un paquete de acciones del Granada CF en el verano de 2009, cuando el equipo competía en Segunda División B, a través de su hijo Gino Pozzo que vive en Barcelona, y fue un éxito inmediato: de hecho, el equipo andaluz, gracias a las numerosas cesiones de jugadores del Udinese, ha conseguido dos ascensos en dos años alcanzando la Primera División. 35 años después de la última participación.
En 2010 la familia Pozzo estudió la posibilidad de adquirir acciones del RCD Espanyol de Barcelona por un importe de 4 millones de euros, lo que les convertiría en el tercer accionista más importante del club catalán, a pesar de que Gino, el hijo de Giampaolo, es seguidor del FC Barcelona.
El imperio de los Pozzo: Udinese, Granada y Watford están unidos por el vínculo de la familia Pozzo, su red de futbolistas se va extendiendo por todo el mundo y sus éxitos deportivos han convertido sus proyectos en un modelo a seguir. El periodista italiano Emanuele Giulianelli ha escrito un artículo que cifra en 189 millones de dólares el valor de los futbolistas que posee en nómina, a la que se unirá ya el hermanamiento con otro clubes, caso del Hércules o el FC Koper en Eslovenia, por el que existe un fuerte interés; en el artículo se cifra en Udinese 34 jugadores, con un valor de mercado estimado de 104 millones de dólares; en el Watford 26 jugadores, con valor de 27 millones; y en el Granada 34 jugadores, con 58 millones. El Udinese se ha hecho fuerte en Italia y ya es habitual en las competiciones europeas; el Granada, de la mano de los empresarios italianos y de sus socios españoles, Quique Pina y Juan Carlos Cordero, ascendió desde Segunda B a Primera división en tan sólo dos años. La red de equipos y jugadores que los empresarios italianos están construyendo por toda Europa, levantan entusiasmo por sus éxitos deportivos, pero también controversia. Y es que ya hay quien se pregunta qué sucedería si en algún momento Udinese, Granada y Watford se encontraran, por ejemplo, en competiciones europeas. Giampaolo Pozzo, empresario en la industria metalúrgica, y su hijo Gino, que reside en Barcelona, han visto en el fútbol una forma de ampliar sus prósperos negocios, un claro ejemplo vivido en España fue el de Alexis Sánchez, al que vendieron al Barcelona por casi 40 millones de euros. Su fórmula es establecer una amplia red de ojeadores por todo el mundo que fichan decenas de futbolistas jóvenes y con proyección. Algunos llegan para quedarse en Údine, pero la mayoría son cedidos a sus otros equipos o a entidades con las que se alcanzan acuerdos. Luego, cuando crecen deportivamente son vendidos, recogiendo en algunos casos cuantiosos beneficios, como en el caso del chileno.